# 桶狭間森前
桶狭間森前（おけはざまもりまえ）は、愛知県名古屋市緑区の町名。丁番を持たない単独町名である。住居表示未実施。

## 地理
名古屋市緑区の南東部に位置し、東に南陵、西に桶狭間清水山、南西に桶狭間切戸、北西に清水山、北に桶狭間神明と接する。

## 歴史

### 町名の由来
有松町大字桶狭間の小字名「森前」による。「森前」とは、桶狭間神明社の森の前という意味である。1841年（天保12年）に描かれた絵図で既にその名を確認できる。

### 行政区画の沿革
- 2009年（平成21年）11月7日 - 有松町大字桶狭間字切戸山・清水山・又八山・大高町字籠池の一部を編入し、設置[WEB 1]。

## 世帯数と人口
2019年（平成31年）3月1日現在の世帯数と人口は以下の通りである。
| 町丁       | 世帯数  | 人口    |
| ---------- | ------- | ------- |
| 桶狭間森前 | 422世帯 | 1,097人 |

### 人口の変遷
国勢調査による人口の推移
| 2010年（平成22年） | 1,014人 | [ WEB 7 ] |  |
| 2015年（平成27年） | 1,082人 | [ WEB 8 ] |  |

## 学区
市立小・中学校に通う場合、学校等は以下の通りとなる。また、公立高等学校に通う場合の学区は以下の通りとなるなお、小学校は学校選択制度を導入しておらず、番毎で各学校に指定されている。
| 小学校                                      | 中学校               | 高等学校 |
| ------------------------------------------- | -------------------- | -------- |
| 名古屋市立桶狭間小学校 名古屋市立南陵小学校 | 名古屋市立有松中学校 | 尾張学区 |

## 施設
- 名古屋市立南陵小学校
- 森前公園

2006年（平成18年）11月1日供用開始。

## その他

### 日本郵便
- 郵便番号 : 458-0910[WEB 4]（集配局：緑郵便局[WEB 12]）。

### WEB
1. 1 2  “名古屋市緑区の一部で町名・町界変更を実施”.   名古屋市. 2019年4月1日閲覧。
2. ↑  “愛知県名古屋市緑区の町丁・字一覧”.   人口統計ラボ. 2019年3月31日閲覧。
3. 1 2  “町・丁目(大字)別、年齢(10歳階級)別公簿人口(全市・区別)”.   名古屋市 (2019年3月20日). 2019年3月21日閲覧。
4. 1 2  “郵便番号”.  日本郵便. 2019年3月17日閲覧。
5. ↑  “市外局番の一覧”.   総務省. 2019年1月6日閲覧。
6. ↑  “緑区の町名一覧”.   名古屋市 (2015年10月21日). 2019年3月31日閲覧。
7. ↑  総務省統計局 (2012年1月20日). “平成22年国勢調査の調査結果(e-Stat) - 男女別人口及び世帯数 －町丁・字等”. 2019年3月23日閲覧。
8. ↑  総務省統計局 (2017年1月27日). “平成27年国勢調査の調査結果(e-Stat) - 男女別人口及び世帯数 －町丁・字等”. 2019年3月23日閲覧。
9. ↑  “市立小・中学校の通学区域一覧”.   名古屋市 (2018年11月10日). 2019年1月14日閲覧。
10. ↑  “平成29年度以降の愛知県公立高等学校（全日制課程）入学者選抜における通学区域並びに群及びグループ分け案について”.   愛知県教育委員会 (2015年2月16日). 2019年1月14日閲覧。
11. ↑  “都市公園の名称、位置及び区域並びに供用開始の期日” (2019年5月1日). 2019年11月3日閲覧。
12. ↑  “郵便番号簿 2018年度版” (PDF).   日本郵便. 2019年3月31日閲覧。

### 書籍
1. 1 2  榊原邦彦 2000, p. 205.